# Louis Munteanu
Louis Munteanu (Vászló, 2002. június 16. –) román válogatott labdarúgó, a CFR Cluj játékosa.

## Pályafutása

### Viitorul Constanța
2019. október 27-én debütált a Viitorul Constanța csapatában, a Dinamo Bukarest elleni román bajnoki mérkőzésen. Öt nappal később megszerezte első gólját a Chindia Târgoviște elleni 3–0-s hazai siker alkalmával. Első felnőtt szezonjában 19 mérkőzésen 3 gólt szerzett.

### Fiorentina
2020. szeptember 26-án szerződtette a Fiorentina. A hírek szerint 2 millió eurót fizetett az olasz klub a játékjogáért. A klub Primavera csapatában kapott szerepet, ahol első két szezonjában 40 mérkőzésen 13 gólt szerzett.

### Farul Constanța
2022. augusztus 15-én visszatért a román bajnokságba, a Farul Constanța csapatába került kölcsönbe a szezon végéig. Mielőtt a Farulhoz szerződött volna, közel állt ahhoz, hogy a szintén román Rapid Bukarestnek adják kölcsön, de az üzlet meghiúsult, mert a Fiorentina nem akart kivásárlási záradékot a szerződésbe foglalni. 2022. augusztus 28-án megszerezte első gólját és duplázott a címvédő CFR Cluj elleni 3–1-es idegenbeli győzelem alkalmával.
2023. május 6-án megszerezte második dupláját a Rapid Bukarest 7–2-es hazai győzelem alkalmával. Tizenöt nappal később győztes gólt szerzett a címvédő FCSB elleni 3–2-es hazai siker alkalmával, ez azt jelentette, hogy egy fordulóval a szezon vége előtt már biztosan bajnok lett a Farul Constanța.
2023. augusztus 18-án még egy szezonra kölcsönbe került a Farul Constanțához. Kilenc nappal később, a szezonbeli első bajnoki mérkőzésén duplázott az Universitatea Craiova elleni 2–0-s hazai győzelem alkalmával.

### CFR Cluj
Az FCSB és a Rapid București érdeklődését is felkeltette, végül 2024. július 31-én a CFR Cluj csapatával írt alá négyéves szerződést. A CFR Cluj tulajdonosa, Neluțu Varga elismerte, hogy az átigazolási díj körülbelül 2 millió euró volt, szemben egyes hírekkel, amelyek szerint akár 2,8 millió euró is lehetett volna, és azt is kijelentette, hogy a Fiorentina megtartotta az 50%-os részesedési jogát egy közös tulajdonjogú megállapodás keretében.
2024. augusztus 4-én mutatkozott be, a rivális Universitatea Cluj elleni 3–2-es hazai bajnoki vereség alkalmával. Egy héttel később megszerezte első két gólját az újonnan feljutó Unirea Slobozia elleni 3–0-s győzelem alkalmával. Szeptember 15-én ismét duplázott, ezúttal az FCSB elleni 2–2-es hazai derbin. A 2024–25-ös szezon végén gólkirályi címet ünnepelhetett, amivel beállította Mihai Adam klubrekordját.

## A válogatottban
2023. június 15-én behívták Románia U21-es válogatottjába a 2023-as U21-es labdarúgó-Európa-bajnokságra. Mindhárom csoportmeccsen kezdőként lépett pályára, de gólt nem szerzett, és csapata az utolsó helyen végzett a csoportban.

## Statisztika

### Klubcsapatokban
2025. január 19-i állapot szerint.
| Klub                         | Szezon           | Bajnokság        | Bajnokság | Bajnokság | Kupa  | Kupa  | Nemzetközi | Nemzetközi | Egyéb | Egyéb | Összes | Összes |
| Klub                         | Szezon           | Liga             | Mérk.     | Gólok     | Mérk. | Gólok | Mérk.      | Gólok      | Mérk. | Gólok | Mérk.  | Gólok  |
| ---------------------------- | ---------------- | ---------------- | --------- | --------- | ----- | ----- | ---------- | ---------- | ----- | ----- | ------ | ------ |
| Viitorul Constanța           | 2019–20          | Liga I           | 19        | 3         | 0     | 0     | 0          | 0          | —     | —     | 19     | 3      |
| Viitorul Constanța           | 2020–21          | Liga I           | 2         | 0         | 0     | 0     | —          | —          | —     | —     | 2      | 0      |
| Viitorul Constanța           | Összesen         | Összesen         | 21        | 3         | 0     | 0     | 0          | 0          | —     | —     | 21     | 3      |
| Fiorentina                   | 2020–21          | Serie A          | 0         | 0         | 0     | 0     | —          | —          | —     | —     | 0      | 0      |
| Fiorentina                   | 2021–22          | Serie A          | 0         | 0         | 0     | 0     | —          | —          | —     | —     | 0      | 0      |
| Fiorentina                   | Összesen         | Összesen         | 0         | 0         | 0     | 0     | —          | —          | —     | —     | 0      | 0      |
| Farul Constanța (kölcsönben) | 2022–23          | Liga I           | 29        | 10        | 0     | 0     | —          | —          | —     | —     | 29     | 10     |
| Farul Constanța (kölcsönben) | 2023–24          | Liga I           | 34        | 12        | 0     | 0     | 2          | 0          | —     | —     | 36     | 12     |
| Farul Constanța (kölcsönben) | Összesen         | Összesen         | 63        | 22        | 0     | 0     | 2          | 0          | —     | —     | 65     | 22     |
| CFR Cluj                     | 2024–25          | Liga I           | 18        | 9         | 1     | 0     | 2          | 0          | —     | —     | 21     | 9      |
| Karrier összesen             | Karrier összesen | Karrier összesen | 102       | 34        | 1     | 0     | 4          | 0          | —     | —     | 107    | 34     |

Jegyzetek
1. 1 2  Mérkőzése(i) az UEFA Európa Konferencia Ligában

### A válogatottban
2025. január 21-i állapot szerint.
| Románia  | Románia | Románia |
| Év       | Mérk.   | Gólok   |
| -------- | ------- | ------- |
| 2023     | 1       | 0       |
| Összesen | 1       | 0       |

## Sikerei, díjai

### Klub
Fiorentina Primavera
- Coppa Italia Primavera-győztes: 2020–21, 2021–22
- Supercoppa Primavera-győztes: 2021–22

 Farul Constanța
- Román bajnok: 2022–23

 CFR Cluj
- Román kupa: 2024–25

### Egyéni
- A Román bajnokság gólkirálya: 2024–25
- A Román bajnokság szezon csapatának a tagja: 2024–25[22]

## Fordítás
- Ez a szócikk részben vagy egészben  a   Louis Munteanu című angol Wikipédia-szócikk fordításán alapul.  Az eredeti cikk szerkesztőit annak laptörténete sorolja fel. Ez a jelzés csupán a megfogalmazás eredetét és a szerzői jogokat jelzi, nem szolgál a cikkben szereplő információk forrásmegjelöléseként.

#### Közösségi platformok
- Louis Munteanu az Instagramon

#### Egyéb weboldalak
- Louis Munteanu adatlapja a Transfermarkt oldalán (angolul)
- Louis Munteanu adatlapja a National Football Teams oldalán (angolul)
- Louis Munteanu adatlapja a worldfootball.net oldalán (angolul)
- Louis Munteanu adatlapja a Soccerway oldalon (angolul)
- Louis Munteanu az UEFA adatbázisában (angolul)
- Louis Munteanu adatlapja a RomanianSoccer oldalán (románul)